# Левит (Библия)
Левит (на гръцки: το Λευϊτικόν; на латински: Leviticus; на иврит: וַיִּקְרָא – „Вайикра“, и повика) е третата книга от Библията, от Стария завет и от Петокнижието (петте Мойсееви книги).

## Място и роля на книгата
Гръцкото, латинското, както и българското заглавие на книгата, показват, че това е книга на еврейските свещеници, които са от Левиевото коляно. Според теорията за четирите източника на Петокнижието, Левит е създадена изцяло от текста на преданието на свещениците. За третата книга от Петокнижието богослужението и свещеничеството са важно посредничество между Бог и хората, докато в други книги от Стария завет като посредник се представя царят или пророкът.
Втората книга от Петокнижиието, Изход, завършва с издигането на скинията, шатрата за срещане, която се изпълва от облака на Господната слава (Изход 40). Докато в Изход Бог говори на Мойсей преди всичко на върха на планината Синай, в Левит, с малки изключения, му говори от шатрата за срещане (напр. 1:1). Левит се различава от предходните книги на Петокнижието и по това, че в нея почни няма действие, а в двадесет и седем глави Бог предава на своя народ закони и заповеди, които „ако човек ги изпълнява, ще живее“ (18:5). Обяснява им как да използват скинията, за да бъде тя наистина място за срещане; никаква грешка в обреда, външна или морална нечистота не трябва да пречи на връзката между Бог и хората. Поради тази причина са дадени подробните описания в Левит.
Обаче Левит представя само някои от аспектите на еврейското богослужение. Голяма част от молитвите и песните, които съпровождат обредите, се откриват в Псалтира. Пророците и учителите по мъдрост предупреждават израилтяните, че за приятелство с Бог не е достатъчно само точно да се спазват неговите закони.

## Възникване, източник и съдържание на книгата
Каноничният текст на Левит възниква по време на вавилонския плен (6 век пр.н.е.) и след това. Обединява в добре свързано цяло текстове от различни епохи, доста отдалечени във времето. Във времето, когато евреите вече нямат цар, свещениците укрепват властта си, а за нуждите на Втория храм в Йерусалим събират и допълват различни сборници със закони и правила за обредите.

### Приноси
В първата част на Левит (1 – 7 глава) са представени различните видове приноси, които израилтяните могат или трябва да принасят на Господ при едни или други обстоятелства. Книгата няма за цел да въвежда неуките в богослужението, а да класифицира различните обреди в нещо като наръчник за хора, които вече са запознати. Затова оттук не се научава нищо за източниците и значението на приносите и другите обреди. Чрез предположения и сравнения може да се установи само, че израилтяните отчасти са заели начина на принасяне от други религии в древния Близък изток, обаче тези рамки са изпълнени с ново съдържание, съответстващо на техния светоглед и техните познания за Бога.

### Посвещаване, права и задължения на свещениците
Втората част (8 – 10 глава) описва церемонията по посвещаването на Аарон и неговите синове. Предполага се, че тези три глави евентуално са били непосредствено продължение на Изход, като отговор на указанията в 29 глава на Изход.
В тази част свещеничеството (левитите) е представено като законен посредник между Бог и израилтяните. Със службата на свещениците се свързва и службата на тълкуване на Божията воля. Понеже свещениците действат в центъра на юдаизма (Храма), тяхното влияние е изключително силно върху обществения живот на израилтяните.

### Обредна чистота и нечистота
В третата част (11 – 16 глава) се посочват различни видове чистота, както и нечистотата, която не позволява на човек да влезе в контакт с Бога: яденето на нечисти храни, проказата, половата нечистота на мъжа или жената. Глава 16 е своеобразно ядро на книгата: описва се обреда на умилостивяване (йом кипур – ден на изкуплението).

### Закон за спазване на светостта
Четвъртата част, обхващаща 17 – 26 глава, обикновено се нарича Закон за спазване на светостта. В духа на преданието на свещениците, спазването на всички обредни закони, в които са включени и обществените, дават възможност на хората да се срещнат със светия Бог: „Господ говори още на Мойсея, казвайки: Кажи на цялото общество израилтяни...: Свети бъдете, защото Аз, Господ, вашият Бог, съм свет“ (Левит 19:1 – 2).
Глава 27 е допълнение към книгата и говори за как да се откупи човек или имот, когато някой ги обещае за дар (обрек) към Господ.

## Левити другите книги вБиблията
На Левит се позовават: Книга на Езекиил (особено глави 40 – 48), Книга на Ездра, Книга на Неемия, както и Първа и Втора книга Паралипоменон. Понеже дава преди всичко указания за обредите, Левит не се споменава често в Новия завет. Цитатите, които се срещат там, са преди всичко от закона за спазване на светостта.
Християните четат тази книга от Стария завет много малко, понеже се смята, че Новият завет е отменил обредите, описани в нея.

## Ползвани източници
- Biblija, Zagreb, 1980: Приложения (Dodaci) (на хърватски)
- Светото писание в Интернет (Библията на словенски)